# Parotocinclus prata
Parotocinclus prata és una espècie de peix de la família dels loricàrids i de l'ordre dels siluriformes.

## Morfologia
Els mascles poden assolir els 4,2 cm de longitud total.

## Distribució geogràfica
Es troba a Sud-amèrica: Rio da Prata (conca del São Francisco al sud-est del Brasil).